# Atrococcus innermongolicus
Atrococcus innermongolicus är en insektsart som beskrevs av Tang in Tang och Li 1988. Atrococcus innermongolicus ingår i släktet Atrococcus och familjen ullsköldlöss. Inga underarter finns listade i Catalogue of Life.